# Chaska, Minnesota
Chaska, Minnesota là một thành phố quận lỵ quận Carver thuộc tiểu bang Minnesota, Hoa Kỳ. Thành phố có diện tích  km², dân số theo điều tra dân số năm 2000 của Cục điều tra dân số Hoa Kỳ là 17.449 người.